# Saison 3 de Hawaii 5-0
Chronologie
Saison 2 Saison 4
Cet article présente la troisième saison de la série télévisée américaine Hawaii 5-0.

## Distribution

### Acteurs principaux
- Alex O'Loughlin (VF : Alexis Victor) : Commandant Steve McGarrett
- Scott Caan (VF : Jérôme Pauwels) : Lieutenant Danny Williams
- Daniel Dae Kim (VF : Cédric Dumond) : Lieutenant Chin Ho Kelly
- Grace Park (VF : Marie-Ève Dufresne) : Officier Kono Kalakaua
- Masi Oka (VF : William Coryn) : Dr. Max Bergman (19 épisodes)
- Michelle Borth : Catherine Rollins (18 épisodes)

### Acteurs récurrents
- Taylor Wily : Kamekona (13 épisodes)
- Dennis Chun : Sergent Duke Lukela
- Brian Yang : Charlie Fong
- Ian Anthony Dale : Adam Noshimuri (épisodes 1, 10, 13, 23 et 24)
- Christine Lahti : Doris McGarrett (épisodes 1, 4, 7, 8, 16, 18, 23 et 24)
- Mark Dacascos (VF : Jean-Philippe Puymartin) : Wo Fat (épisodes 1, 14, 21 et 24)

### Invités
- Edward Asner : August March[1] (épisode 2)
- Terrence Howard : Billy[2] (épisode 6)
- Kendall Jenner : AJ[2] (épisode 6)
- Arielle Kebbel : Nicole Carr[3] (épisode 4)
- Robbie Amell : Billy Keats[3] (épisode 4)
- Tip "T.I." Harris : Ray[4] (épisode 6)
- Daniel Henney : Michael Noshimuri[5] (épisode 10)
- Vanessa Marcil : Olivia Victor[6] (épisode 8)
- Tom Arnold : Ron Alberts[7] (épisode 10)
- George Takei : Oncle Choi[8] (épisode 11)
- Janel Parrish : Rebecca Fine[9] (épisode 13)
- Peter Weller : villain[10] (et réalisateur, épisode "Hookman")
- Rumer Willis : Sabrina Lane[11] (épisode 9)
- Terry O'Quinn : Joe White[12] (épisode 20)
- Lindsay Price : Leilani[13] (épisode 13)
- Summer Glau : Maggie Hoapili (épisode 16)
- Aisha Tyler : Savannah Walker[14] (épisode 21)
- Larry Manetti : Nicky 'The Kid' Demarco[15] (épisode 17)
- Duane Chapman : lui-même[16] (épisode 18)
- Alan Ritchson : Freddie Hart[17] (épisode 20)
- Autumn Reeser : Dr Gabrielle Asano (épisode 24)
- Cynthia Watros : Katie Burgess (épisode 3)
- Julie McNiven : Jenny Burgess (épisode 3)
- Bai Ling : Esmerelda (épisode 4)
- Guy Wilson : Jake Madsen (épisode 4)
- Christopher Marquette : Seth Tilton (épisode 5)
- Lee Meriwether : Helen Tilton (épisode 5)
- Sydney Tamiia Poitier : Grace Tillwell (épisode 6)
- Shelley Berman : Morty Sapperstein (épisode 7)
- Alan Ruck : Brian Slater (épisode 7)
- Jasmine Tookes : Monique (épisode 9)
- Behati Prinsloo : elle-même (épisode 9)
- C. Thomas Howell : Martin Cordova (épisode 9)
- Emily Alyn Lind : Lucy (épisode 10)
- Stephanie Chaves-Jacobsen : Amy Davidson (épisode 14)
- Arian Foster : lui-même (épisode 17)
- Jenny Mollen : Dakota Hayes (épisode 17)
- Patrick Monahan : Neil Redding (épisode 17)
- Zoë Bell : Shanon Morgan (épisode 18)
- Rick Yune : Han Ji-Woon (épisode 20)
- Henry Rollins : Ray Beckett (épisode 22)
- Michael Irby : Rafael Salgado (épisode 24)

## Liste des épisodes

### Épisode 1:La O Na Makuahine
- États-Unis /  Canada : 24 septembre 2012 sur CBS[18] / Global
- France : 23 février 2013 sur M6
- Suisse : sur RTS Un
- Belgique : 24 juillet 2013 sur RTL-TVI
- Québec : 1er janvier 2014 sur Séries+[19]

- États-Unis : 8,06 millions de téléspectateurs[20]
- Canada : 1,899 million de téléspectateurs[21]
- France : 2,785 millions de téléspectateurs[22]

- Dennis Chun (Sgt. Duke Lukela)
- Mark Dacascos (Wo Fat)
- Karl Herlinger (Toothpick/Devon Akina)
- Taylor Wily (Kamekona)
- Kimo Moore (Sergent Kane)
- Ian Anthony Dale (Adam Noshimuri)
- Danielle Delauney (Maria Gold)
- Reiko Aylesworth (Malia Kelly)
- Ryan Moniz (Paramédical 1)
- Jo-Jo Abuan (Paramédical 2)
- William Baldwin (Frank Delano)
- Christine Lahti (Doris McGarrett)

### Épisode 2:Kanalua
- États-Unis /  Canada : 1er octobre 2012 sur CBS / Global
- France : 23 février 2013 sur M6
- Belgique : 24 juillet 2013 sur RTL-TVI
- Québec : 8 janvier 2014 sur Séries+

- États-Unis : 7,95 millions de téléspectateurs[23]
- Canada : 1,449 million de téléspectateurs[24]
- France : 2,78 millions de téléspectateurs[22]

- Taylor Wily (Kamekona)
- Adam Kaufman (Karl Strathern)
- Missy Yager (Elizabeth MacNamara)
- Edward Asner (August March)
- Brian Yang (Charlie Fong)
- Dennis Chun (Sgt. Duke Lukela)
- Valen Ahlo (George Solani)
- Jasmine Stiefel (Karen MacNamara)

### Épisode 3:Lana I Ka Moana
- États-Unis /  Canada : 8 octobre 2012 sur CBS / Global
- France : 2 mars 2013 sur M6
- Belgique : 31 juillet 2013 sur RTL-TVI
- Québec : 15 janvier 2014 sur Séries+

- États-Unis : 8,39 millions de téléspectateurs[25] (première diffusion)
- Canada : 1,57 million de téléspectateurs[26]
- France : 3,02 millions de téléspectateurs[27]

- Brian Yang (Charlie Fong)
- Julie McNiven (Jenny Burgess)
- Cynthia Watros (Katie Burgess)
- Taylor Wily (Kamekona)
- Todd Stashwick (Gil Scates)

### Épisode 4:Popilikia
- États-Unis /  Canada : 15 octobre 2012 sur CBS / Global
- France : 2 mars 2013 sur M6
- Belgique : 31 juillet 2013 sur RTL-TVI
- Québec : 22 janvier 2014 sur Séries+

- États-Unis : 8,70 millions de téléspectateurs[28] (première diffusion)
- Canada : 1,84 million de téléspectateurs[29]
- France : 3,1 millions de téléspectateurs[27]

- Jere Burns (Spencer Madsen)
- Arielle Kebbel (Nicole Carr)
- Kevin Carter (Al Reingold)
- Jack Dimich (Randy Thorpe)
- Robbie Amell (Billy Keats)
- Sara Finley (Amanda Madsen)
- Christine Lahti (Doris McGarrett)
- Bai Ling (Esmerelda)
- Guy Wilson (Jake Madsen)

### Épisode 5:Mohai
- États-Unis /  Canada : 5 novembre 2012 sur CBS / Global
- France : 9 mars 2013 sur M6
- Belgique : 7 août 2013 sur RTL-TVI
- Québec : 29 janvier 2014 sur Séries+

- États-Unis : 7,53 millions de téléspectateurs[30]
- Canada : 1,71 million de téléspectateurs[31]
- France : 2,53 millions de téléspectateurs[32]

- Taylor Wily (Kamekona)
- Chris Marquette (Seth Tilton)
- Teilor Grubbs (Grace Williams)
- Chris Coy (Jesse Hills)
- Brian Yang (Charlie Fong)
- Lee Meriwether (Helen Tilton)

### Épisode 6:I Ka Wa Mamua
- États-Unis /  Canada : 12 novembre 2012 sur CBS / Global
- France : 9 mars 2013 sur M6
- Belgique : 7 août 2013 sur RTL-TVI
- Québec : 5 février 2014 sur Séries+

- États-Unis : 7,96 millions de téléspectateurs[33]
- Canada : 1,7 million de téléspectateurs[34]
- France : 2,62 millions de téléspectateurs[32]

- Jeremy Luke (Nicky Bova/Punk)
- Sydney Tamiia Poitier (Grace Tilwell)
- Kendall Jenner (AJ)
- T.I. (Ray)
- Terrence Howard (Billy)
- Teilor Grubbs (Grace Williams)

Cet épisode est construit sur des flash-backs successifs : d'une part ceux de l'enquête du 5-0 (l'épisode commence en effet au moment critique où Danny est en danger, avant de remonter dans le temps au début de l'enquête) d'autre part ceux des souvenirs que Danny raconte à Steve.
Le Five-0 doit démanteler une cellule terroriste, révélée par une explosion accidentelle qui a tué l'un des membres de cette cellule à son domicile.
L'équipe tente d'interpeller l'un des terroristes chez lui. Pendant la planque, Danny raconte à Steve des souvenirs de sa vie de flic sur le continent, mais il est interrompu par la sortie du terroriste, lequel s'enfuit. Lors de la poursuite qui s'engage, le terroriste se mêle à la foule sur une place très fréquentée, et Steve et Danny doivent l'abattre.
Toutefois, ils ne peuvent désamorcer sa bombe, et Danny, qui s'est approché, entre dans le champ du capteur de mouvement du détonateur. Comme il ne peut pas bouger jusqu'à l'arrivée des démineurs et au désamorçage de la bombe, il commence à craindre de devoir trahir la promesse faite à sa fille. (il doit aller à un bal père-fille avec elle, et lui a même acheté une belle robe.) Pour lui changer les idées, Steve, qui est resté près de lui et de la bombe, lui demande de poursuivre le récit de ses souvenirs.

### Épisode 7:Ohuna
- États-Unis /  Canada : 19 novembre 2012 sur CBS / Global
- France : 16 mars 2013 sur M6
- Belgique : 14 août 2013 sur RTL-TVI
- Québec : 12 février 2014 sur Séries+

- États-Unis : 9,02 millions de téléspectateurs[35]
- Canada : 1,85 million de téléspectateurs[36]
- France : 2,72 millions de téléspectateurs[37]

- Dennis Chun (Sgt. Duke Lukela)
- Martin Starr (Adam 'Toast' Charles)
- Brian Yang (Charlie Fong)
- Taryn Manning (Mary Ann McGarrett)
- Matt Bush (Zack Slater)
- Russell Wong (Kong Liang)
- Carlo Rota (Sean Winston)
- Melinda McGraw (Patricia Slater)
- Alan Ruck (Mr. Slater)
- Shelley Berman (Morty Sapperstein)
- Christine Lahti (Doris McGarrett)

### Épisode 8:Wahineʻinoloa
- États-Unis /  Canada : 26 novembre 2012 sur CBS / Global
- France : 16 mars 2013 sur M6
- Belgique : 14 août 2013 sur RTL-TVI
- Québec : 19 février 2014 sur Séries+

- États-Unis : 10,3 millions de téléspectateurs[38]
- Canada : 1,74 million de téléspectateurs[39]
- France : 2,7 millions de téléspectateurs[37]

- Dennis Chun (Sgt. Duke Lukela)
- Nicole Travolta (Jayne)
- Amy Sloan (Lindsay O'Connell)
- Carlos Bernard (Chris Channing)
- Vanessa Marcil (Dr Olivia Victor)
- Christine Lahti (Doris McGarrett)

### Épisode 9:Haʻawe Make Loa
- États-Unis /  Canada : 3 décembre 2012 sur CBS / Global
- France : 23 mars 2013 sur M6
- Belgique : 21 août 2013 sur RTL-TVI
- Québec : 26 février 2014 sur Séries+

- États-Unis : 9,32 millions de téléspectateurs[40]
- Canada : 1,68 million de téléspectateurs[41]
- France : 2,99 millions de téléspectateurs[42]

- C. Thomas Howell (Martin Cordova)
- Rumer Willis (Sabrina Lane)
- Taylor Wily (Kamekona)
- Behati Prinsloo (elle-même)
- Lochlyn Munro (Jim Rogers)

### Épisode 10:Huakaʻi Kula
- États-Unis /  Canada : 10 décembre 2012 sur CBS / Global
- France : 30 mars 2013 sur M6
- Belgique : 21 août 2013 sur RTL-TVI
- Québec : 5 mars 2014 sur Séries+

- États-Unis : 9,84 millions de téléspectateurs[43]
- Canada : 1,638 million de téléspectateurs[44]
- France : 2,99 millions de téléspectateurs[45]

- Tom Arnold (Ron Alberts)
- Ian Anthony Dale (Adam Noshimuri)
- Lesley Boone (Madeline)
- Daniel Henney (Michael Noshimuri)
- Tom Schanley (Wilson Hines)

### Épisode 11:Kahu
- États-Unis /  Canada : 17 décembre 2012 sur CBS / Global
- France : 6 avril 2013 sur M6
- Belgique : 28 août 2013 sur RTL-TVI
- Québec : 12 mars 2014 sur Séries+

- États-Unis : 10,54 millions de téléspectateurs[46]
- Canada : 2,398 millions de téléspectateurs[47]
- France : 2,68 millions de téléspectateurs[48]

- Dennis Chun (Sgt. Duke Lukela)
- David Rees Snell (Freddy Schumaker)
- Andrew Elvis Miller (Bruce Awana)
- Juan Gabriel Pareja (Moku Bradford)
- Tristan Lake Leabu (Ethan Awana)
- Taylor Wily (Kamekona)
- George Takei (Oncle Choi)

### Épisode 12:Kapu
- États-Unis /  Canada : 14 janvier 2013 sur CBS / Global
- France : 13 avril 2013 sur M6
- Belgique : 28 août 2013 sur RTL-TVI
- Québec : 19 mars 2014 sur Séries+

- États-Unis : 9,59 millions de téléspectateurs[49]
- Canada : 1,859 million de téléspectateurs[50]
- France : 2,86 millions de téléspectateurs[51]

- Jeff Fahey (Dr Brian Stevens)
- Andrew Lawrence (Eric Russo)
- Will Yun Lee (Sang Min)
- Janel Parrish (Rebecca Fine)
- Scott Michael Morgan (Patrick Roth)
- Ward Roberts (Bram Helms)
- Patrick Pintor (Tyler Brown)

### Épisode 13:Olelo Ho'Opa'I Make
- États-Unis /  Canada : 20 janvier 2013 sur CBS / Global
- France : 20 avril 2013 sur M6
- Belgique : 4 septembre 2013 sur RTL-TVI
- Québec : 26 mars 2014 sur Séries+

- États-Unis : 13,03 millions de téléspectateurs[54]
- Canada : 1,141 million de téléspectateurs[50]
- France : 2,72 millions de téléspectateurs[55]

- Dennis Chun (Sgt. Duke Lukela)
- Lindsay Price (Leilani)
- Troy Ignacio (Joao Caetano)
- Will Yun Lee (Sang Min)
- Ian Anthony Dale (Adam Noshimuri)
- Dennis Keiffer (Prisonnier chauve)
- Brandon Molale (Garde)
- Jason Scott Lee (Kaleo)
- Daniel Baldwin (Paul Delano)
- Kila Packett (Dave Lockhart)
- Taylor Wily (Kamekona)
- Brian Yang (Charlie Fong)
- Matt Gerald (Warrick)
- Lisa Barnes (Dr Harriet Palmer)

### Épisode 14:Hana I Wa'Ia
- États-Unis /  Canada : 21 janvier 2013 sur CBS / Global
- France : 27 avril 2013 sur M6
- Belgique : 11 septembre 2013 sur RTL-TVI
- Québec : 2 avril 2014 sur Séries+

- États-Unis : 9,85 millions de téléspectateurs[56]
- Canada : 1,437 million de téléspectateurs[57]
- France : 2,85 millions de téléspectateurs[58]

- Mark Dacascos (Wo Fat)
- Robbie Jones (Josh Lowry)
- Stephanie Jacobsen (Amy Davidson)
- Patrick Fischler (Ryan Webb)
- Alicia Ziegler (Mollie Bennett)
- Greg Wrangler (Bradley "Brad" Powers)
- Wiley M. Pickett (Député Chris Freed)
- Richard T. Jones (Gouverneur Sam Denning)
- Brian Yang (Charlie Fong)
- Joy Minaai (Juge)
- Skyler Kamaka (Serveuse)
- Melissa Puana-Martin (Assistante)

### Épisode 15:Le crochet
- États-Unis /  Canada : 4 février 2013 sur CBS / Global
- France : 4 mai 2013 sur M6
- Belgique : 11 septembre 2013 sur RTL-TVI
- Québec : 9 avril 2014 sur Séries+

- États-Unis : 9,86 millions de téléspectateurs[59] (première diffusion)
- Canada : 1,531 million de téléspectateurs[60]
- France : 3,12 millions de téléspectateurs[61]

- Peter Weller (Curt Stoner)
- Brian Yang (Charlie Fong)
- Dennis Chun (Sgt. Duke Lukela)
- Richard T. Jones (Governeur Sam Denning)
- William Sadler (John McGarrett)
- Charles Q. Murphy (Don McKinney)

### Épisode 16:Kekoa
- États-Unis /  Canada : 11 février 2013 sur CBS / Global
- France : 11 mai 2013 sur M6
- Belgique : 18 septembre 2013 sur RTL-TVI
- Québec : 16 avril 2014 sur Séries+

- États-Unis : 9,64 millions de téléspectateurs[62] (première diffusion)
- Canada : 1,704 million de téléspectateurs[63]
- France : 3,30 millions de téléspectateurs[64]

- Christine Lahti (Doris McGarrett)
- Amelia Rose Blaire (Future mariée)
- Christopher Diprete (Brad Steel)
- Treat Williams (Mick Logan)
- Summer Glau (Maggie Hoapili)
- Taylor Wily (Kamekona)
- Joel de la Fuente (Shane Kawano)
- Keith Jardine (Ramsey Pollack)
- Brian Yang (Charlie Fong)
- Jason Tam (Eddie Thorne)
- Gabrielle Christian (Tina)

### Épisode 17:Pa'ani
- États-Unis /  Canada : 18 février 2013 sur CBS / Global
- France : 18 mai 2013 sur M6
- Belgique : 18 septembre 2013 sur RTL-TVI
- Québec : 23 avril 2014 sur Séries+

- États-Unis : 9,11 millions de téléspectateurs[65] (première diffusion)
- Canada : 1,458 million de téléspectateurs[66]
- France : 2,88 millions de téléspectateurs[67]

- Taylor Wily (Kamekona)
- Pat Monahan (Neil Redding)
- Brennan Elliott (Brent Mercer)
- Matt Bushell (Timothy Cross)
- Larry Manetti (Nicky 'The Kid' Demarco)
- Jenny Mollen (Dakota Hayes)
- Dennis Chun (Sgt. Duke Lukela)
- Christie Brooke (Melinda)
- Napoleon Tavale (Isaiah)

### Épisode 18:Na Ki'i
- États-Unis /  Canada : 18 mars 2013 sur CBS / Global
- France : 25 mai 2013 sur M6
- Belgique : 25 septembre 2013 sur RTL-TVI
- Québec : 30 avril 2014 sur Séries+

- États-Unis : 8,99 millions de téléspectateurs[68] (première diffusion)
- Canada : 2,13 millions de téléspectateurs[69]
- France : 3,22 millions de téléspectateurs[70]

- Tiffany Dupont (Crimson Bride)
- Drew Powell (Coach Eric Blair/Larry Banks)
- Zoe Bell (Dr Shanon Morgan)
- Tim Lucason (John Hanson)
- Duane 'Dog' Chapman (Lui-même)

### Épisode 19:Hoa Pili
- États-Unis /  Canada : 25 mars 2013 sur CBS / Global
- France : 1er juin 2013 sur M6
- Belgique : 25 septembre 2013 sur RTL-TVI
- Québec : 7 mai 2014 sur Séries+

- États-Unis : 8,61 millions de téléspectateurs[71] (première diffusion)
- Canada : 1,39 million de téléspectateurs[72]
- France : 3,52 millions de téléspectateurs[73]

- Lindsay Price (Leilani)
- Taylor Wily (Kamekona)
- Mac Brandt (Craig Brant)
- James C. Victor (Jay Lappert)
- Brian Yang (Charlie Fong)
- Kala Alexander (Kawika)
- Brendan Ford (Ryan)
- Tara Platt (Allie)
- Yuri Lowenthal (Liam)
- Kelsey Chock (Bruce Kaneshiro)
- Tanoai Reed (en) (Levi)

### Épisode 20:Olelo Pa'a
- États-Unis /  Canada : 15 avril 2013 sur CBS / Global
- France : 8 juin 2013 sur M6
- Belgique : 2 octobre 2013 sur RTL-TVI
- Québec : 14 mai 2014 sur Séries+

- États-Unis : 7,65 millions de téléspectateurs[74] (première diffusion)
- Canada : 1,25 million de téléspectateurs[75] (première diffusion)
- France : 3,14 millions de téléspectateurs[76]

- Terry O'Quinn (Joe White)
- Alan Ritchson (Freddie Hart)
- Jimmy Buffett (Frank Bama)
- Rick Yune (Han Ji-Woon)

### Épisode 21:Imi loko ka 'uhane
- États-Unis /  Canada : 29 avril 2013 sur CBS / Global
- France : 15 juin 2013 sur M6
- Belgique : 2 octobre 2013 sur RTL-TVI
- Québec : 21 mai 2014 sur Séries+

- États-Unis : 7,76 millions de téléspectateurs[77]
- Canada : 1,56 million de téléspectateurs[78]
- France : 3,10 millions de téléspectateurs[79]

- Mark Dacascos (Wo Fat)
- Aisha Tyler (Savannah Walker)
- Taylor Wily (Kamekona)
- Lili Mirojnick (Kammie Leeds)
- Brian Yang (Charlie Fong)
- Noah Beggs (Agent Kershaw)
- Dennis Chun (Sgt. Duke Lukela)

### Épisode 22:Ho' opio
- États-Unis /  Canada : 6 mai 2013 sur CBS / Global
- France : 22 juin 2013 sur M6
- Belgique : 9 octobre 2013 sur RTL-TVI
- Québec : 28 mai 2014 sur Séries+

- États-Unis : 8,01 millions de téléspectateurs[80] (première diffusion)
- Canada : 1,52 million de téléspectateurs[81]
- France : 3,07 millions de téléspectateurs[82]

- Henry Rollins (Ray Beckett)
- Taylor Wily (Kamekona)
- Don Swayze (Lloyd Grimes)
- Mare Winningham (Terry Beckett)
- Dennis Chun (Sgt. Duke Lukela)
- Teilor Grubbs (Grace Williams)
- Kanani Rose Rogers (Amanda Morris)

### Épisode 23:He welo 'oihana
- États-Unis /  Canada : 13 mai 2013 sur CBS / Global
- France : 29 juin 2013 sur M6
- Belgique : 9 octobre 2013 sur RTL-TVI
- Québec : 4 juin 2014 sur Séries+

- États-Unis : 7,86 millions de téléspectateurs[83]
- Canada : 1,32 million de téléspectateurs[84]
- France : 3,05 millions de téléspectateurs[85]

- Daniel Henney (Michael Noshimuri)
- Ian Anthony Dale (Adam Noshimuri)
- David Keith (Wade Gutches)
- Teilor Grubbs (Grace Williams)

### Épisode 24:Aloha. Malama Pono
- États-Unis /  Canada : 20 mai 2013 sur CBS[86] / Global
- France : 29 juin 2013 sur M6
- Belgique : 16 octobre 2013 sur RTL-TVI
- Québec : 11 juin 2014 sur Séries+

- États-Unis : 9 millions de téléspectateurs[87]
- Canada : 1,88 million de téléspectateurs[88]
- France : 3,08 millions de téléspectateurs[85]

- Mark Dacascos (Wo Fat)
- Ian Anthony Dale (Adam Noshimuri)
- Daniel Henney (Michael Noshimuri)
- Michael Irby (Rafael Salgado)
- Yancey Arias (Arturo Casey)
- Miguel Sandoval (Luis Braga)
- Yara Martinez (Lyla Simmons)
- James Adam Lim (Yori)

Kono est recherchée par la police pour être interrogée sur le meurtre de Victor Asanuma. Chin, Danny et Steve tentent de la protéger du mieux qu’ils peuvent. Parallèlement, ils enquêtent sur 5 meurtres qui ont été commis dans un avion. Les victimes ont eu la gorge tranchée ou ont été poignardées. Avant de s’enfuir, le meurtrier a pris soin de voler leurs papiers d’identité.

## Audiences aux États-Unis
| Numéro épisode | Titre original      | Titre américain        | Chaîne | Date de diffusion originale (2012-2013) | Audiences (en téléspectateurs) |
| -------------- | ------------------- | ---------------------- | ------ | --------------------------------------- | ------------------------------ |
| 1              | La O Na Makuahine   | Mother's Day           | CBS    | 24 septembre 2012                       | 8 060 000                      |
| 2              | Kanalua             | Doubt                  | CBS    | 1er octobre 2012                        | 7 948 000                      |
| 3              | Lana I Ka Moana     | Adrift                 | CBS    | 8 octobre 2012                          | 8 390 000                      |
| 4              | Popilikia           | Misfortune             | CBS    | 15 octobre 2012                         | 8 700 000                      |
| 5              | Mohai               | Offering               | CBS    | 5 novembre 2012                         | 7 530 000                      |
| 6              | I Ka Wa Mamua       | In A Time Past         | CBS    | 12 novembre 2012                        | 7 960 000                      |
| 7              | Ohuna               | The Secret             | CBS    | 19 novembre 2012                        | 9 020 000                      |
| 8              | Wahineʻinoloa       | Evil Woman             | CBS    | 26 novembre 2012                        | 10 300 000                     |
| 9              | Haʻawe Make Loa     | Death Wish             | CBS    | 3 décembre 2012                         | 9 320 000                      |
| 10             | Huakaʻi Kula        | Field Trip             | CBS    | 10 décembre 2012                        | 9 840 000                      |
| 11             | Kahu                | Guardian               | CBS    | 17 décembre 2012                        | 10 540 000                     |
| 12             | Kapu                | Forbidden              | CBS    | 14 janvier 2013                         | 9 590 000                      |
| 13             | Olelo HoʻOpaʻI Make | Death Sentence         | CBS    | 20 janvier 2013                         | 13 030 000                     |
| 14             | Hana I WaʻIa        | Scandal                | CBS    | 21 janvier 2013                         | 9 850 000                      |
| 15             | Hookman             | Hookman                | CBS    | 4 février 2013                          | 9 860 000                      |
| 16             | Kekoa               | Warrior                | CBS    | 11 février 2013                         | 9 640 000                      |
| 17             | Pa'ani              | The Game               | CBS    | 18 février 2013                         | 9 110 000                      |
| 18             | Na Ki'i             | Dolls                  | CBS    | 18 mars 2013                            | 8 990 000                      |
| 19             | Hoa Pili            | Close Friend           | CBS    | 25 mars 2013                            | 8 610 000                      |
| 20             | Olelo Pa'a          | The Promise            | CBS    | 15 avril 2013                           | 7 650 000                      |
| 21             | Imi loko ka 'uhane  | Seek Within One's Soul | CBS    | 29 avril 2013                           | 7 760 000                      |
| 22             | Ho'opio             | To Take Captive        | CBS    | 6 mai 2013                              | 8 010 000                      |
| 23             | He welo 'oihana     | Family Business        | CBS    | 13 mai 2013                             | 7 860 000                      |
| 24             | Aloha. Malama Pono  | Farewell and Take Care | CBS    | 20 mai 2013                             | 9 000 000                      |

- La moyenne de cette saison est d'environ 9,024 millions de téléspectateurs.

## Cotes d'écoute au Canada anglophone

### Portrait global
- La moyenne de cette saison est d’environ 1,65 million de téléspectateurs[Note 1].

### Données détaillées
| Numéro épisode | Titre original      | Titre anglophone       | Diffuseur | Date de diffusion originale (2012-2013) | Heure               | Cotes d'écoute (en téléspectateurs) | Classement soirée | Classement semaine |
| -------------- | ------------------- | ---------------------- | --------- | --------------------------------------- | ------------------- | ----------------------------------- | ----------------- | ------------------ |
| 1              | La O Na Makuahine   | Mother's Day           | Global    | Lundi 24 septembre 2012                 | 22h00 HE / HP       | 1 899 000                           | 2                 | 11                 |
| 2              | Kanalua             | Doubt                  | Global    | Lundi 1er octobre 2012                  | 22h00 HE / HP       | 1 449 000                           | 5                 | 16                 |
| 3              | Lana I Ka Moana     | Adrift                 | Global    | Lundi 8 octobre 2012                    | 22h00 HE / HP       | 1 570 000                           | 3                 | 15                 |
| 4              | Popilikia           | Misfortune             | Global    | Lundi 15 octobre 2012                   | 22h00 HE / HP       | 1 841 000                           | 3                 | 8                  |
| 5              | Mohai               | Offering               | Global    | Lundi 5 novembre 2012                   | 22h00 HE / HP       | 1 711 000                           | 5                 | 12                 |
| 6              | I Ka Wa Mamua       | In a Time Past         | Global    | Lundi 12 novembre 2012                  | 22h00 HE / HP       | 1 698 000                           | 5                 | 14                 |
| 7              | Ohuna               | The Secret             | Global    | Lundi 19 novembre 2012                  | 22h00 HE / HP       | 1 854 000                           | 3                 | 12                 |
| 8              | Wahine'inoloa       | Evil Woman             | Global    | Lundi 26 novembre 2012                  | 22h00 HE / HP       | 1 742 000                           | 2                 | 11                 |
| 9              | Ha'awe Make Loa     | Death Wish             | Global    | Lundi 3 décembre 2012                   | 22h00 HE / HP       | 1 676 000                           | 3                 | 9                  |
| 10             | Huaka'I Kila        | Field Trip             | Global    | Lundi 10 décembre 2012                  | 22h00 HE / HP       | 1 638 000                           | 1                 | 10                 |
| 11             | Kahu                | Guardian               | Global    | Lundi 17 décembre 2012                  | 22h00 HE / HP       | 2 398 000                           | 1                 | 3                  |
| 12             | Kapu                | Forbidden              | Global    | Lundi 14 janvier 2013                   | 22h00 HE / HP       | 1 859 000                           | 1                 | 10                 |
| 13             | Olelo Ho'opai Make  | Death Sentence         | Global    | Dimanche 20 janvier 2013                | 22h07 HE / 19h07 HP | 1 141 000                           | 4                 | 30                 |
| 14             | Hana I Wa 'Ia       | Scandal                | Global    | Lundi 21 janvier 2013                   | 22h00 HE / HP       | 1 437 000                           | 7                 | 15                 |
| 15             | Hookman             | Hookman                | Global    | Lundi 4 février 2013                    | 22h00 HE / HP       | 1 531 000                           | 4                 | 16                 |
| 16             | Kekoa               | Warrior                | Global    | Lundi 11 février 2013                   | 22h00 HE / HP       | 1 704 000                           | 3                 | 10                 |
| 17             | Pa'ani              | The Game               | Global    | Lundi 18 février 2013                   | 22h00 HE / HP       | 1 458 000                           | 4                 | 20                 |
| 18             | Na Ki'i             | Dolls                  | Global    | Lundi 18 mars 2013                      | 22h00 HE / HP       | 2 130 000                           | 1                 | 6                  |
| 19             | Hoa Pili            | Close Friend           | Global    | Lundi 25 mars 2013                      | 22h00 HE / HP       | 1 391 000                           | 4                 | 13                 |
| 20             | Oleo Pa'a           | The Promise            | Global    | Lundi 15 avril 2013                     | 22h00 HE / HP       | 1 252 000                           | 6                 | 15                 |
| 21             | Imi loko ka 'uhaned | Seek Within One's Soul | Global    | Lundi 29 avril 2013                     | 22h00 HE / HP       | 1 561 000                           | 3                 | 12                 |
| 22             | Ho-Opio             | To Take Captive        | Global    | Lundi 6 mai 2013                        | 22h00 HE / HP       | 1 519 000                           | 2                 | 10                 |
| 23             | He Welo `Oihana     | Family Business        | Global    | Lundi 13 mai 2013                       | 22h00 HE / HP       | 1 322 000                           | 4                 | 13                 |
| 24             | Aloha. Malama Pono  | Farewell and Take Care | Global    | Lundi 20 mai 2013                       | 22h00 HE / HP       | 1 880 000                           | 1                 | 3                  |

## Audiences en France
| No épisode | Épisode (titre original = titre français) (traduction en français entre parenthèses) | Chaîne | Date de diffusion originale (2013) | Audiences (en téléspectateurs) | Part d'audiences globales (M = Moyenne de la soirée) |
| ---------- | ------------------------------------------------------------------------------------ | ------ | ---------------------------------- | ------------------------------ | ---------------------------------------------------- |
| 1          | La O Na Makuahine (fêtes des mères)                                                  | M6     | Samedi 24 février à 20h50          | 2 785 000                      | 11,2 %                                               |
| 2          | Kanalua                                                                              | M6     | Samedi 24 février à 21h35          | 2 780 000                      | 11,5 %                                               |
| 3          | Lana I Ka Moana                                                                      | M6     | Samedi 2 mars à 20h50              | 3 020 000                      | 12,2 %                                               |
| 4          | Popilikia                                                                            | M6     | Samedi 2 mars à 21h35              | 3 100 000                      | 12,5 %                                               |
| 5          | Mohai                                                                                | M6     | Samedi 9 mars à 21h35              | 2 530 000                      | 10,8 %                                               |
| 6          | I Ka Wa Mamua                                                                        | M6     | Samedi 9 mars à 20h50              | 2 620 000                      | 10,8 %                                               |
| 7          | Ohuna                                                                                | M6     | Samedi 16 mars à 20h50             | 2 720 000                      | 10,7 %                                               |
| 8          | Wahineʻinoloa                                                                        | M6     | Samedi 16 mars à 21h35             | 2 700 000                      | 10,9 %                                               |
| 9          | Haʻawe Make Loa                                                                      | M6     | Samedi 23 mars à 20h50             | 2 990 000                      | 12 %                                                 |
| 10         | Huakaʻi Kula                                                                         | M6     | Samedi 30 mars à 20h50             | 2 990 000                      | 12,8 %                                               |
| 11         | Kahu                                                                                 | M6     | Samedi 6 avril à 20h50             | 2 680 000                      | 11 %                                                 |
| 12         | Kapu                                                                                 | M6     | Samedi 13 avril à 20h50            | 2 860 000                      | 11,8 %                                               |
| 13         | Olelo Ho'Opa'I Make                                                                  | M6     | Samedi 20 avril à 20h50            | 2 720 000                      | 11,4 %                                               |
| 14         | Hana I Wa 'Ia                                                                        | M6     | Samedi 27 avril à 20h50            | 2 850 000                      | 12,1 %                                               |
| 15         | Hookman (Le crochet)                                                                 | M6     | Samedi 4 mai à 20h50               | 3 121 000                      | 13,4 %                                               |
| 16         | Kekoa                                                                                | M6     | Samedi 11 mai à 20h50              | 3 300 000                      | 14 %                                                 |
| 17         | Pa'Ani                                                                               | M6     | Samedi 18 mai à 20h50              | 2 880 000                      | 14 %                                                 |
| 18         | Na Ki'i                                                                              | M6     | Samedi 25 mai à 20h50              | 3 220 000                      | 13,5 %                                               |
| 19         | Hoa Pili                                                                             | M6     | Samedi 1er juin à 20h50            | 3 520 000                      | 13,5 %                                               |
| 20         | Oleo Pa'a                                                                            | M6     | Samedi 8 juin à 20h50              | 3 140 000                      | 14,2 %                                               |
| 21         | Imi loko ka 'uhaned                                                                  | M6     | Samedi 15 juin à 20h50             | 3 100 000                      | 14,4 %                                               |
| 22         | Ho-Opio                                                                              | M6     | Samedi 22 juin à 20h50             | 3 070 000                      | 14,5 %                                               |
| 23         | He Welo `Oihana                                                                      | M6     | Samedi 29 juin à 20h50             | 3 050 000                      | 14,9 %                                               |
| 24         | Aloha. Malama Pono                                                                   | M6     | Samedi 29 juin à 21h35             | 3 080 000                      | 15,5 %                                               |

- La moyenne de cette saison est de 2,951 millions de téléspectateurs.